# Педагошки принципи
Педагошки принципи или начела представљају смернице за рад васпитно-образовног рада. Они не представљају законе, већ системе знања, вештина и ставова до којих се дошло путем праксе, али и развитком педагошко-психолошке теорије. На развитак начела су утицали и развој науке и технике, али и друштвени односи кроз историју. Циљ им је да остваре жељено педагошко дејство.